# Полянки (Спасский район)
Полянки — деревня в Спасском районе Рязанской области. Входит в Кирицкое сельское поселение.

## География
Находится в центральной части Рязанской области на расстоянии приблизительно 8 км на юго-восток по прямой от районного центра города Спасск-Рязанский в правобережной части района.

## История
На карте 1850 года показана как поселение с 29 дворами. В 1859 году здесь (тогда деревня Спасского уезда Рязанской губернии) был учтен 21 двор.

## Население
Численность населения: 231 человек (1859 год), 14 в 2002 году (русские 100 %), 7 в 2010.